# Casa del Marquès de Castellbell (Barcelona)
La casa del Marquès de Castellbell és un conjunt arquitectònic situat als carrers de Montcada, d'en Boquer i de la Princesa de Barcelona, catalogat com a bé amb elements d'interès (categoria C).

## Història
El 1654, el notari Francesc Lentisclà (o Lentisclar) i Noguers va adquirir una casa al carrer de Montcada als germans Antoni, Nicolau, Pau I Teresa Muxica i Ginebreda per 3.000 lliures. El 1658, va demanar permís per a obrir-hi un balcó, cobrir-lo amb un postís i posar-hi gelosies. També hi ha notícies d'obres fetes a la casa el 1663 i el 1671 pels mestres de cases Martí Fochs i Pere Pau Ferrer, respectivament. El 1683, Francesc Lentisclà va adquirir als marmessors de Diego Girón de Rebolledo una casa al costat de muntanya de la seva, anomenada «petita». El 1695, la seva filla Marianna Lentisclà i de Pinyana va contreure matrimoni amb Francesc d'Amat i de Planella, comte de Castellar, i el 1704 van demanar permís per a reformar-la i igualar-ne els sostres amb la gran.
La propietat va ser heretada pel seu fill Fèlix d'Amat i Lentisclà (†1749), casat amb Francesca de Rocabertí i Descatllar, i el 1729 s'hi va establir l'Acadèmia Literària de Barcelona. El matrimoni va morir sense fills i la propietat passà a mans de la seva germana Maria Teresa d'Amat i Lentisclà (†1769), i successivament a Josep (1729-1775), Antoni (1746-1829) i Gaietà d'Amat i de Rocabertí (†1793), tercer marquès de Castellbell. El 1805, el seu fill Manuel Gaietà d'Amat i de Peguera (1777-1846), quart marquès de Castellbell, va demanar permís per a reedificar la casa que feia cantonada amb el carrer d'en Boquer, i també el cos d'edifici contigu del carrer de Montcada, segons els plànols de l'arquitecte Tomàs Soler i Ferrer.
El 1852, arran de l'obertura del carrer de la Princesa, l'Ajuntament de Barcelona en va expropiar 5.921 pams quadrats de superfície, i Gaietà Maria d'Amat i d'Amat (1803-1868), cinquè marquès de Castellbell, es va comprometre a construir-hi una nova façana, tot rebent una indemnització de 124.583 rals. L'any 1858, el marquès va presentar-ne el projecte, obra del mestre d'obres Antoni Jambrú i Riera, que també va harmonitzar la façana del carrer de Montcada amb la part nova.

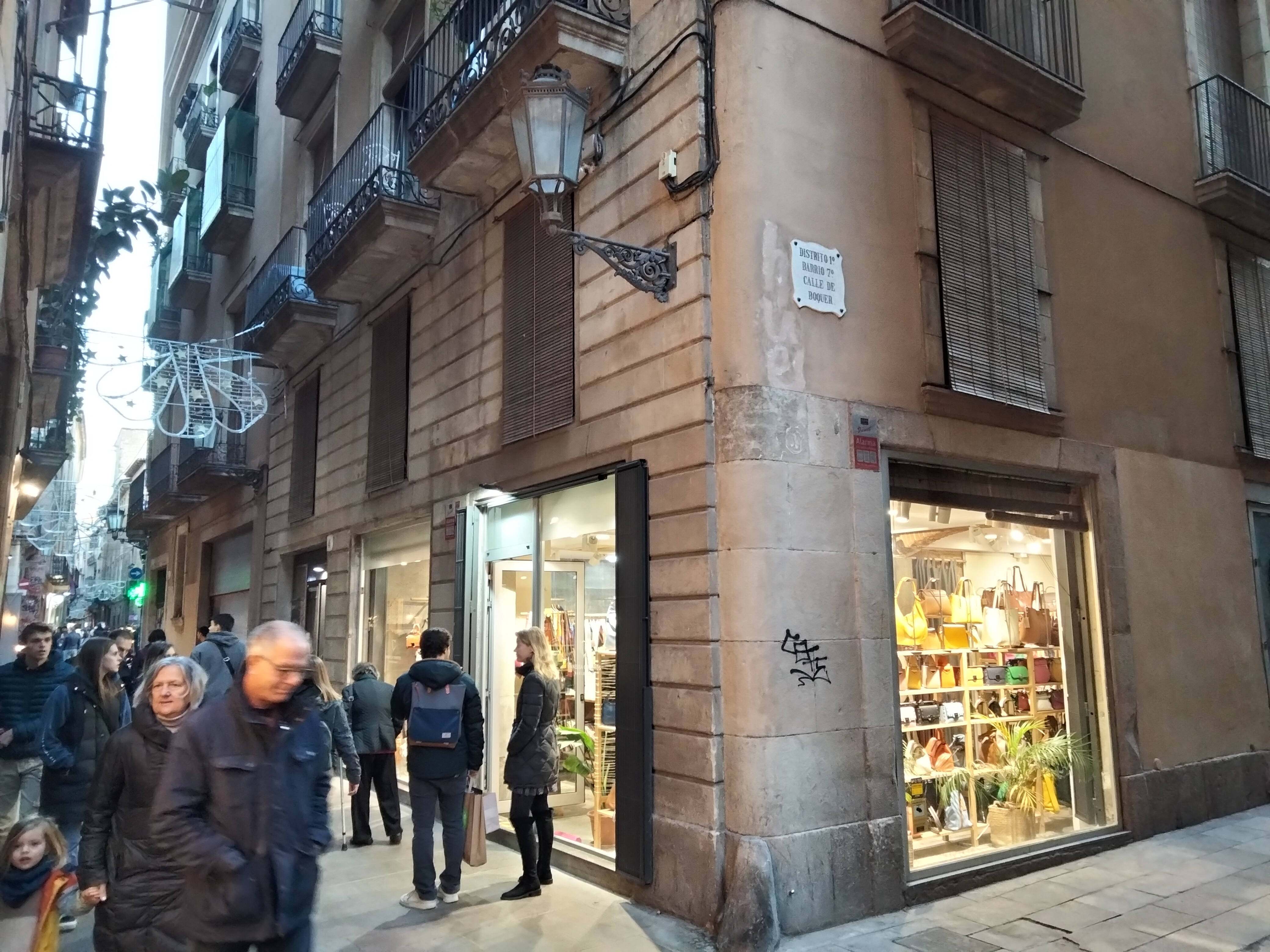
Baixos de la cantonada entre els carrers de Montcada i d'en Boquer

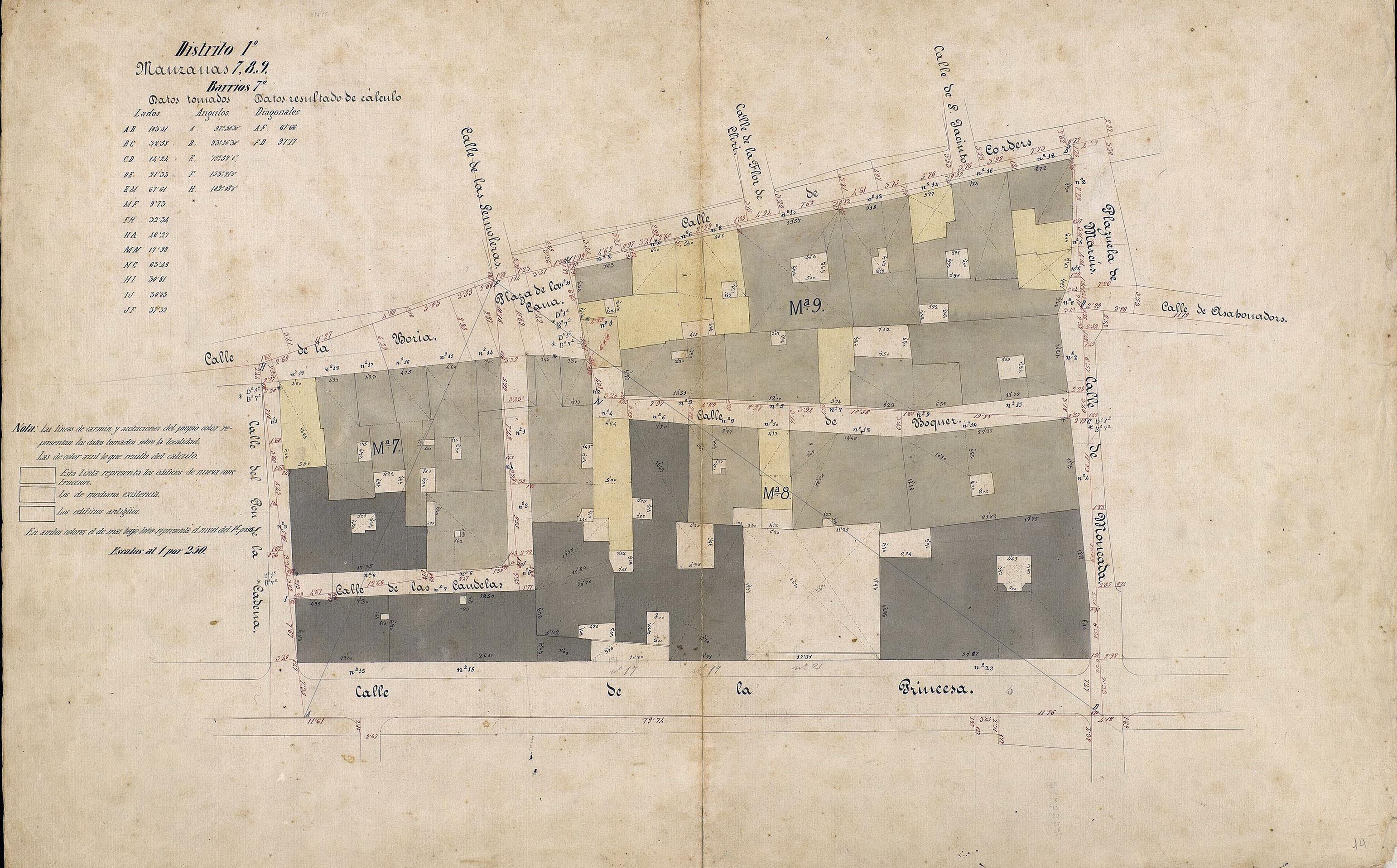
Quarteró núm. 14 de Garriga i Roca (c. 1860)

## Descripció
Es tracta d'una finca formada per dos edificis: el primer, amb façanes al carrer de la Princesa i de Montcada, té planta baixa, planta noble i dos pisos, mentre que el segon, amb façanes a aquest darrer i d'en Boquer, té planta baixa, entresol i tres pisos. Una part dels baixos tenen un encoixinat, i els balcons tenen baranes de ferro forjat amb motius decoratius (excepte les del del carrer d'en Boquer).